# Gil Evans
Pour les articles homonymes, voir Evans.
Gil Evans (Ian Ernest Gilmore Green), né le 13 mai 1912 à Toronto, Canada et décédé le 20 mars 1988 à Cuernavaca, Mexique, est un pianiste de big band jazz : arrangeur, compositeur et chef d'orchestre. Naturalisé américain, il est un innovateur important dans différents courants : cool jazz, jazz modal et free jazz.

## Biographie
Ian Ernest Gilmore Green naît en 1912 à Toronto (Canada). Evans est le nom de son beau-père (son père est décédé très tôt). La famille déménage vers la Californie. Gil Evans apprend la musique essentiellement en autodidacte.
Il forme son premier orchestre en 1933 à Stockton (Californie). Avec cet orchestre, il se produit dans des salles de danse (dont un long engagement au « Rendez-Vous Ballroom » de Balboa Peninsula, Newport Beach (Californie) et travaille pour la radio.
De 1941 à 1948 - avec une interruption où, Seconde Guerre mondiale oblige, il sert dans l'armée -  , il est arrangeur pour l’orchestre de Claude Thornhill. Ce big band de divertissement est assez atypique par son instrumentation (section de cors, tuba, clarinettes souvent utilisées en section), par une sonorité ouatée (absence de vibrato) et l’utilisation de techniques d’écriture osant des alliages sonores inédits (loin de l’écriture « par sections » utilisée majoritairement à l’époque dans les big bands swing). Les arrangements de Gil Evans reprennent l’esthétique générale de cet orchestre en y ajoutant les avancées du bebop et ses propres conceptions novatrices.
A la fin des années 1940 une amitié se noue avec Miles Davis, qui a dit de lui « Je crois que Gil Evans a été mon meilleur ami. ». En 1948-1950, Evans participe à l’aventure du fameux nonet de Miles Davis aux côtés des arrangeurs Gerry Mulligan, John Lewis et John Carisi. Comme chez Thornhill, on retrouve un cor d'harmonie et un tuba et, surtout, cette sonorité feutrée de big band, qui caractérise le « cool jazz ». La formation de Davis enregistre 12 titres, à l’époque publiés indépendamment, puis, réunis comme LP en 1957 sous le nom judicieux de Birth of the cool. Pour cette formation Evans signe l'arrangement de trois des morceaux ; Boplicity, Moon Dreams et Why do I love you (pour le dernier titre, l'arrangement est, peut-être, selon certaines sources, de John Lewis).
De 1950 à 1956, Gil Evans connaît une période difficile. Il vit principalement de travaux alimentaires : il est arrangeur pour la radio et pour des enregistrements de « variétés ». Il joue même pendant un an comme pianiste dans le trio d'une boîte de striptease.
En 1952, il se produit brièvement comme pianiste avec Gerry Mulligan. En 1953, il est l'arrangeur de trois titres d'une session - d'ailleurs peu concluante - avec cinq vents, un groupe vocal et une section rythmique – pour Charlie Parker. Il arrange aussi La plus que lente, valse de Claude Debussy pour le sextet de Gerry Mulligan. En 1956, il arrange deux titres (deux de ses compositions Blues for Pablo et Jambangle) pour un disque du saxophoniste Hal McKusick. La même année, il est aussi arrangeur l'album Dream Of You de la chanteuse Helen Merrill.
En 1957, Miles Davis vient de signer chez Columbia. Pour ce label, Davis et Evans enregistrent Miles Ahead (alias Miles Davis + 19). Davis, qui y joue du bugle, en est l’unique soliste. Les arrangements sont tous signés par Gil Evans. Suivent Porgy and Bess (1958 - version instrumentale « jazz » de l'opéra de George Gershwin), Sketches of Spain (1960 - jazz et musique espagnole - incluant des arrangements du Concerto d'Aranjuez de Joaquín Rodrigo, d'une pièce de Manuel de Falla, et des morceaux « folkloriques ») et Quiet Nights (1963 - une des premières tentatives de mariage entre bossa nova et jazz - album non terminé). Ces enregistrements sont des sommets de l’écriture pour grande formation en jazz.
En 1961, Miles Davis se produit accompagné par un orchestre dirigé par Evans, pour un concert unique, au Carnegie Hall de New York. La dernière collaboration avec Miles Davis est le projet non abouti de musique du ballet Time of the Barracudas (1963 - ne subsistent que 12 minutes de prises de studios - qui ont été ajoutées, lors des rééditions CD, à l'album Quiet Nights).
En 1957, Gil Evans enregistre sous son propre nom, Gil Evans & Ten (alias Big Stuff - avec en solistes, Steve Lacy, Jimmy Cleveland et Barry Galbraith). Suivent New Bottle, Old Wine (1958 - avec en soliste principal, le saxophoniste Julian “Cannonball” Adderley), Great Jazz Standards (1959) et surtout les albums fulminants Out Of The Cool (1960) et The Individualism of Gil Evans (1963). Evans y utilise souvent des matériaux thématiques minimalistes (un ou deux accords - comme dans le jazz modal -, un riff ou une petite cellule mélodique) qu’il transfigure par la richesse de l’arrangement.
En 1961, sort l'album Into The Hot dont Evans est crédité comme leader. En fait, c'est l’œuvre pour une face de Cecil Taylor, pour l’autre de John Carisi.
En 1963, il épouse en deuxième mariage la jeune Afro-américaine Anita Cooper, dont il a deux fils, Miles (qui jouera comme trompettiste dans l'orchestre de son père) et Noah.
De 1964 à 1969, Gil Evans s’efface une seconde fois un peu de la scène musicale. Il arrange quand même, pendant cette période, Guitar Forms (1965) pour le guitariste Kenny Burrell et Look To The Rainbow (1966) pour la chanteuse Astrud Gilberto. Un album était prévu avec Jimi Hendrix, mais il ne verra pas le jour à cause de la mort du guitariste en 1970.
Quand il revient en studio en 1969, ses choix esthétiques ont changé. Gil Evans a subi l’influence du free jazz et du rock. Les arrangements laissent de plus en plus de très grande manœuvres aux musiciens – on parle parfois « d’arrangements spontanés » - et les formes deviennent de plus en plus longues. L’instrumentation se diversifie encore, outre un foisonnement de percussions (timbales, congas, marimba, vibraphone, cloches tubulaires, flexatone, etc.) et les habituels cors et tubas, on voit apparaître des instruments électriques (guitare basse, piano électrique, synthétiseur, etc.) ainsi que des instruments exotiques comme le koto. Ceci offre à Evans une palette sonore très riche. De cette période datent, entre autres, les albums Blues in Orbit (1969/71), Where flamingos fly (1971).
Son orchestre est alors une véritable pépinière de jeunes talents. Au fil des ans, on y entendra, outre des musiciens déjà reconnus (George Adams, Billy Harper, Ernie Royal, etc.) des artistes comme David Sanborn, Arthur Blythe, Steve Grossman, Hannibal Marvin Peterson, Lew Soloff, Jon Faddis, Tom Malone, Howard Johnson, Bob Stewart, John Abercrombie, Ryo Kawazaki, Hiram Bullock, Pete Levin, Gil Goldstein, Mark Egan, Billy Cobham, Bruce Ditmas, Danny Gottlieb, Sue Evans, Mino Cinelu, etc.
En 1974, il donne un grand concert au Carnegie Hall avec un programme consacré à la musique de Jimi Hendrix et enregistre pour RCA en studio  The Gil Evans Orchestra Plays The Music of Jimi Hendrix. En 1975, pour le même label, il enregistre l'album There comes a time.
Dans les années 1980, Gil Evans a une activité très intense. Il se produit avec son orchestre (cf. Live At The Public Theater) aux É.-U. et en Europe. De cette époque, date une multitude de disques plus ou moins « pirates ».
En 1980, il enregistre, comme pianiste, en duo avec le saxophoniste Lee Konitz, Heroes et Anti-heroes (1980) ; ces albums permettent d’apprécier son style de piano très épuré.
En 1983, il est conseiller musical pour l’album Star People de Miles Davis.
À partir de 1984, son orchestre se produit, avec régulièrement de nombreux invités, tous les lundis au club Sweet Basil à New York.
Gil Evans écrit parfois pour le cinéma : quelques titres pour Absolute Beginners (Simon Temple, 1985), puis pour La Couleur de l'argent (Martin Scorsese, 1986).
En 1987, il collabore avec le chanteur Sting pour un concert au festival d’Umbria en Italie et un titre (Little Wings d'Hendrix) de l’album Nothing like the Sun.
En 1987, trente ans après leur première collaboration, il retrouve Helen Merrill pour l'album Collaboration. En France, il enregistre avec l’ONJ dirigé alors par Antoine Hervé et  avec le « Big Band Lumière » de Laurent Cugny (Rhythm-A-Ning et Golden Hair).
En décembre 1987, c'est comme pianiste qu'il enregistre, en duo avec le saxophoniste Steve Lacy, l'album Paris Blues.
Gil Evans meurt à l'âge de 75 ans, d'une pneumonie, à Cuernacava (Mexique), le 20 mars 1988.

## Récompenses
- National Endowment for the Arts - NEA Jazz Master : nomination et récompensé en qualité de Jazz Master en 1985[2] (N.B. : la plus prestigieuse récompense de la nation américaine en matière de jazz).

## Discographie

### Comme leader
- 1957 : Gil Evans & Ten (Prestige Records)
- 1958 : New Bottle Old Wine (World Pacific)
- 1959 : Great Jazz Standards' (World Pacifid)
- 1960 : Out of the Cool (Impulse)
- 1961 : Into the Hot (Impulse) Ce n'est pas un "véritable" ablbum de Gil Evans : il ne sert que de "prête-nom". Face 1 : John Carisi - Face 2 : Cecil Taylor.
- 1964 : The Individualism of Gil Evans (Verve Records)
- 1969 : Gil Evans (Ampex)
- 1969 : Blues In Orbit (Enja)
- 1971 : Where Flamingos flie (Artists House / A&M)
- 1972 : Masabumi Kikuchi + Gil Evans (Philips)
- 1973 : Svengali (Atlantic Records)
- 1975 : Plays the Music of Jimi Hendrix (RCA)
- 1975 : There Comes a Time (RCA)
- 1976 : Tokyo Concert  (West Wind)
- 1976 : Synthetic Evans (Poljazz)
- 1977 : Priestess (Antilles)
- 1978 : At the Royal Festival Hall (RCA)
- 1978 : Parabola (Horo)
- 1978 : Little Wing (Circle)
- 1980 : Gil Evans en duo avec Lee Konitz. Heroes (en) (Verve Records)
- 1980 : Gil Evans en duo avec Lee Konitz. Anti-Heroes (en) (Verve Records)
- 1980 : Live at the Public Theater.  Vol. 1 & 2 alias Listen to the silence (Trio)
- 1981 : Lunar Eclypse (New Tone)
- 1983 : The British Orchestra (TAA)
- 1984-1986 : Live at Sweet Basil. Vol. 1 & 2.  (King)
- 1986 : Honey Man (Newtone)
- 1986 : We Remember Jimi (Dark Magus)
- 1986 : Bud and Bird (King)
- 1986 : Farewell (King)
- 1986 : Absolute Beginners Soundtrack (Virgin) - Quelques titres de la musique du film
- 1986 : Live at Umbria Jazz. Volume 1 & 2 (Appaloosa) - avec Sting
- 1986 : 75th Birthday Concert (Jazz Legend)
- 1987 : Gil Evans en duo avec Steve Lacy. Paris Blues (1987)
- 1987 : Last Session alias Live at Perugia (Jazz Door) - avec Sting

### AvecMiles Davis
- 1949 :  Birth of the Cool (Capitol Records)
- 1957 : Miles Ahead (Columbia Records)
- 1958 : Porgy and Bess (Columbia Records)
- 1960 : Sketches of Spain (Columbia Records)
- 1963 : Quiet Nights (Columbia Records)

### Collaborations
- 1941-1949 : Claude Thornhill : nombreux enregistrements (78t,...)
- 1956 : Teddy Charles : The Teddy Charles Tentet (Atlantic Records)
- 1956 : Helen Merrill : Dream of You (Emarcy)
- 1956 : Hal McKusick : The Jazz Workshop (RCA Victor) - 2 titres uniquement
- 1956 : Johnny Mathis : A New Sound in Popular Song (Columbia Records)
- 1957 : Lucy Reed : This is Lucy Reed (Fantasy) - 3 titres uniquement
- 1957 : Don Elliott et Candido : Jamaica Jazz (ABC Paramount)
- 1965 : Kenny Burrell : Guitar Forms (Verve Records)
- 1966 : Astrud Gilberto :  Look To The Rainbow (Verve Records)
- 1985 : Lew Soloff : Hanalei Bay (King Records)
- 1987 : Sting : Nothing Like the Sun (A&M) - Gil Evans sur Little Wing avec son orchestre
- 1987 : Laurent Cugny et le Big Band Lumière : Rhythm-a-Ning (Emarcy)
- 1987 : Laurent Cugny et le Big Band Lumière : Golden Hair (Emarcy)
- 1988 : Sting : Nada Como El Sol : Gil et son orchestre sur Mariposa Libre
- 1988 : Helen Merrill : Collaboration (Emarcy)